# Latură (geometrie)

Trei laturi AB, BC și CA, fiecare între două vârfuri ale unui triunghi
Un poligon este mărginit de laturi; acest pătrat are 4 laturi
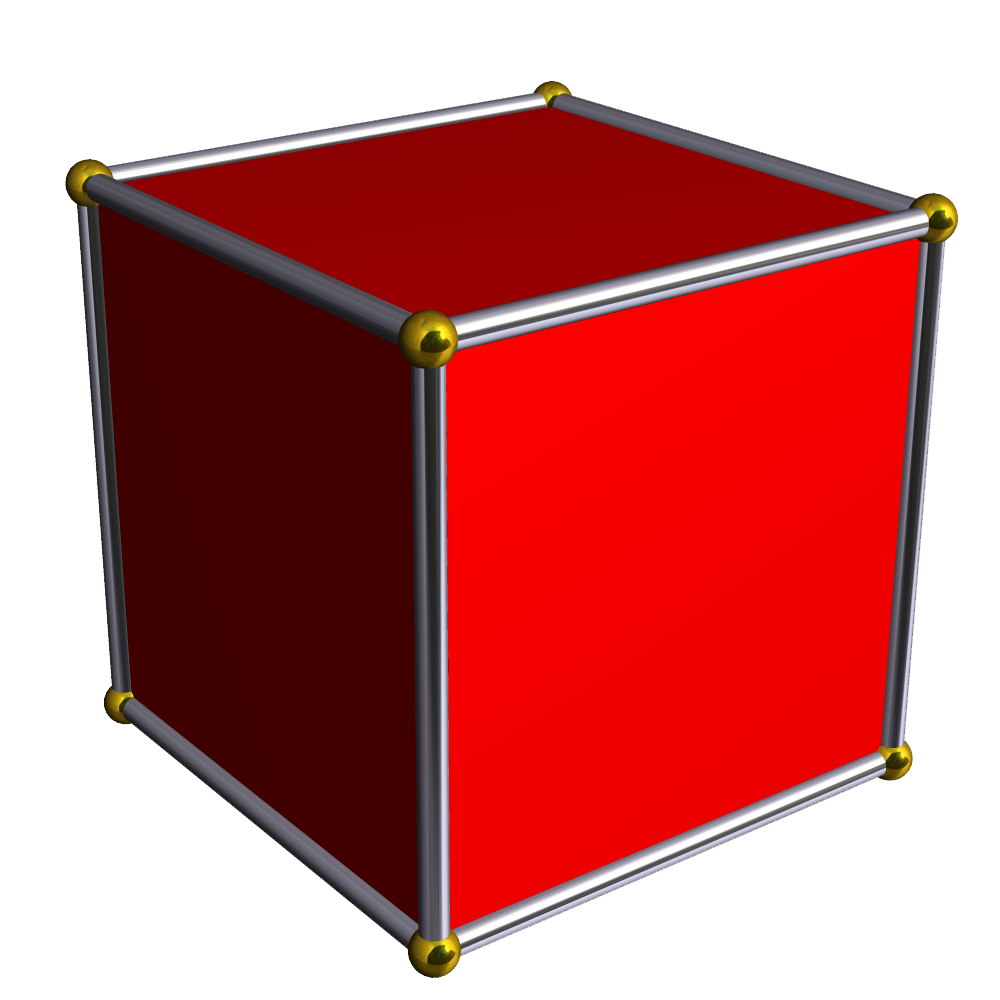
Într-un poliedru fiecare latură face parte din două fețe, ca la acest cub.
Fiecare latură face parte din trei sau mai multe fețe ale unui 4-politop, cum se vede în această proiecție a unui tesseract.

În geometrie, o latură este un tip special de segment, care unește două vârfuri dintr-un poligon, poliedru sau politop. Într-un poligon, o latură este un segment al frontierei. Într-un poliedru, sau, mai general, într-un politop, o latură este un segment unde se întâlnesc două fețe. Un segment care unește două vârfuri trecând prin interior sau exterior nu este o latură ci o diagonală.

## Numărul de laturi ale unui poliedru
(În limba română, pentru poliedre, și doar pentru poliedre, termenul pentru segmentul care unește două vârfuri este muchie, însă în alte contexte — politopuri — pentru coerența cu celelalte dimensiuni, se va folosi tot termenul „latură”.)
Pe orice frontieră a unui poliedru convex este valabilă caracteristica Euler
{\displaystyle \chi =V-L+F=2,}
unde V este numărul vârfurilor, L este numărul laturilor, iar F este numărul fețelor. Această relație este cunoscută drept formula lui Euler pentru poliedre. Deci, numărul laturilor este egal cu numărul vârfurilor plus numărul fețelor minus 3. De exemplu, un cub are 8 vârfuri și 6 fețe, deci are 12 laturi.

## Legătura cu fețele
Într-un poligon, două laturi se întâlnesc în fiecare vârf; în general, teorema lui Balinski afirmă că în fiecare vârf al unui politop convex d-dimensional se întâlnesc cel puțin d laturi.
Similar, într-un poliedru, pe fiecare latură se întâlnesc exact două fețe bidimensionale, în timp ce în dimensiuni superioare pe fiecare latură a unui politop se întâlnesc trei sau mai multe fețe bidimensionale.

## Terminologie alternativă
În teoria politopurilor convexe din dimensiuni superioare, o fațetă sau față a unui politop d-dimensional este unul din elementele (d−1)-dimensionale, o „muchie” este un element (d−2)-dimensional și un „pisc” este un element (d−3)-dimensional. Prin urmare, laturile unui poligon sunt fațetele sale, laturile unui poliedru convex (tridimensional) sunt muchiile sale, iar laturile unui politop 4-dimensional sunt piscurile sale.

## Relația cu muchiile din grafuri
În teoria grafurilor o muchie este un obiect abstract care conectează două noduri, în mod diferit de laturile poligoanelor și poliedrelor, unde acestea sunt segmente. 
Totuși, orice poliedru poate fi reprezentat prin n-scheletul său (scheletul laturilor), care este un graf ale cărui noduri corespund vârfurilor poliedrului și ale cărui muchii corespund laturilor geometrice. Invers, grafurile care sunt schelete ale poliedrelor tridimensionale pot fi caracterizate de teorema lui Steinitz⁠(d) ca fiind grafuri planare de conexiuni ale k-vârfurilor.